# Saxman
Saxman is een plaats (city) in de Amerikaanse staat Alaska, en valt bestuurlijk gezien onder Ketchikan Gateway Borough.

## Demografie
Bij de volkstelling in 2000 werd het aantal inwoners vastgesteld op 431.
In 2006 is het aantal inwoners door het United States Census Bureau geschat op 391, een daling van 40 (-9,3%).

## Geografie
Volgens het United States Census Bureau beslaat de plaats een oppervlakte van 2,6 km², geheel bestaande uit land.
De plaats ligt aan de Tongass Narrows op het eiland Revillagigedo Island. Ter hoogte van Saxman ligt in de Tongass Narrows het eilandje Pennock Island.

## Plaatsen in de nabije omgeving
De onderstaande figuur toont nabijgelegen plaatsen in een straal van 72 km rond Saxman.